# Allium macrochaetum
Allium macrochaetum — вид трав'янистих рослин родини амарилісові (Amaryllidaceae), поширений у Західній Азії.

## Поширення
Поширений у Західній Азії (пн.-зх. Іран, пн. Ірак, Сирія, Йорданія, цн. і сх. Туреччина).